# Masdoddi, Raichur
Masdoddi là một làng thuộc tehsil Raichur, huyện Raichur, bang Karnataka, Ấn Độ.